# Buttstädt
Buttstädt là một town huyện Sömmerda, trong Thüringen, nước Đức. Đô thị này có diện tích 18,31 km², dân số thời điểm 31 tháng 12 năm 2006 là 2644 người. Đô thị có cự ly 16 km về phía đông bắc Weimar.